# Баб'янка
Це стаття про село у Коломийському районі. Є ще річка з такою назвою на тих же теренах

Баб'янка (інші назви — Баб'їнка, місцеві назви Баблінка і Баб'їнки) — село в Україні, в Отинійській селищній громаді Коломийського району Івано-Франківської області. Кількість дворів — 148, населення — 518 осіб (1997).

## Географія
Межує з півдня з селом Струпковом, зі сходу з селом Угорниками, з півночі — з селищем міського типу Отинією, з заходу — полем Вили і Велесницьким лісом.
Через Баб'янку тече річка Опришина (давні назви Лопушанка, Голішанка), у яку впадають потоки Біленький та Чорний. Є ще потоки Цінявського та Вили.
Баб'янка лежить за 35 км від Коломиї, 4 км — від Отинії. 34 км від Івано-Франківська

## Походження назви
Назву села український історик 19 століття Венедикт Площанський виводить «…від горбів, які проходять уздовж річки Опришини, які в давнину називалися Баби, а ще Бабківські гори».
Місцеві мешканці на запитання, звідки походить назва села, відповідають, що тут «колис були якіс баби».
Науковець Дмитро Бучко, посилаючись на документ Regestrum summarium contributiones laneorum… Terrae Haliciesis Anno 1600—1661, у якому згадується і назва Баб'янка під 1660, назву села виводить від однойменної назви річки, яка тепер невідома, або від особової назви Баб'ян. Краєзнавець М. Миронюк схильний також вважати, що назва села походить від особової назви — Баб
р. Опришина

## Історія

### Рання історія
Перша історична згадка про Баб'янку належить до 1629 року. Цю дату подає Венедикт Площанський на основі «Грамот Скитських» (Скиту Манявського), наголошуючи, що Баб'янка виникла на ґрунтах угорницьких, дарованих українськими шляхтичами албанського чи грецького походження Адамом і Олександром Балабанами на розвиток Угорницького монастиря.
Проте в селі є ще такі урочища, як Баб'їнські корчі, потоки Біленький та Чорний, а в околицях — потік Вили, лісок Вили, поле Вили, Велесницьке поле, Велесницький ліс, село Нижня Велесниця, село Виноград, тому можна припускати, що на цих теренах існували прадавні українські поселення, ще у дохристиянський час.

### 19 століття
У 1815 у Баб'янці стояло 43 хати: дві дерев'яні, решта — глиняні.
У 1839 площа села становила 533 морги. Того ж року сталася велика повінь і вода забрала млин.
З 1854 Баб'янка належала до Тисменицького повіту Станиславівського округу.
У 1869 в селі було 73 «ґазди» — господарі, 2 ремісники і 18 слуг, а на громадській печатці було зображено ґазду, який іде за плугом з великою люлькою в зубах.

### Початок 20 століття
Власником великої земельної маєтності у селі на початку 20 століття був монастир отців Василіян.
З 11 жовтня 1934 до 1939 року село належало до ґміни Отинія Тлумацького повіту, загальна площа становила 3,24 тис. морґів, з неї орної землі — 2,47 тис. морґа, було 289 земельних ділянок.

### Національно-визвольна боротьба в Баб'янці
У 1930-ті роки в Баб'янці, як і у всій Галичині, зростала українська національна свідомість. Біля хреста на честь знесення панщини на липах вивішували синьо-жовті прапори, що дратувало польську окупаційну владу та місцевих поляків. Улітку 1934 вони вирішили викопати хрест, але місцеві селяни збіглися з дрючками і поки з'ясовували стосунки, то з Отинії приїхала поліція. Тоді покарали Михайла Цінявського та ще кількох господарів. У 1935 поляки створили в селі свою організацію «Страж пожарню» і відтоді в Баб'янці почалася боротьба на організаційному рівні. Велику роль тут відіграли осередки «Просвіти» та ОУН.
У 1938 хлопці через те, що співали патріотичних пісень зазнавали переслідувань з боку поляків. Один з них, Фідір Пасічняк, отримав 15 діб арешту.
У другій половині 1930-х років серед селян зріс авторитет ОУН. До організації у 1940-ві належали:
- Любенчук Іван (арештований, пропав безвісти)
- Грицканюк Михайло Прокопович
- Бойчук Василь (застрелився)
- Цінявський Михайло Михайлович
- Цінявський Іван Михайлович
- Нагорняк Федір Миколайович — «Довбуш» (арештований, пропав безвісти)
- Перегінець Дмитро Гаврилович, хорунжий у курені «Різуна» (засуджений на 15 років, зараз мешкає в Дніпропетровську)
- Любенчук Федір Прокопович (воював у курені «Різуна»)
- Федик Олекса (убитий 1944)
- Бойко Дмитро (пропав безвісти)
- Пасічняк Михайло Васильович (пропав безвісти на засланні)
- Антоняк Іван Матвійович (засуджений на 15 років комуністичних концтаборів, не повернувся)
- Бойко Дмитро (пропав безвісти)
- Бойчук Микола Миколович — стрілець у курені «Різуна», майстер-радіотехнік (пропав безвісти)
- Грицканюк Василь Ількович (загинув у селі Майдані на Надвірнянщині)
- Гуцуляк Дмитро Михайлович — стрілець куреня «Різуна» (загинув)
- Федик Дмитро Васильович (був у Службі Безпеки ОУН, арештований і засуджений, помер у Сибіру)
- Чик Федір (не повернувся з Сибіру).

Сьогодні ще живуть:
- Перегінець Дмитро Гаврилович — хорунжий УПА куреня «Різуна»
- Федик Дмитро Петрович
- Федик Федір, стрілець УПА сотні «Олега»
- Чабанюк Михайло Іванович.

До юнацтва ОУН належали:
- організатор юнацьких ланок ОУН та жіночої сітки в Баб'янці та Струпкові Цінявський Михайло Михайлович (живе в Англії)
- Грицканюк Іван Прокопович (пропав безвісти)
- Цінявський Іван Михайлович (застрелений коло церкви 1944)
- Жибак Михайло Миклойович (помер у Німеччині)
- Пасічняк Ганна Михайлівна — санітарка УПА (померла)
- Антоняк Марія Іванівна — зв'якова ОУН (померла)
- Бойчук Анеля Василівна — станична ОУН (живе в Росії).

До УПА належали такі жителі:
- Чик Михаїл Іванович був забраний разом із батьком Чик Іваном НКВД до Отинії (після цього їх двох ніхто не бачив)

Згадані вище уродженці Баб'янки були учасниками великих і малих боїв з німецькими та з радянськими окупантами:
- під Велесницею 12 грудня 1944, у якому загинуло 14 повстанців і 97 енкаведистів
- в Магаданському лісі улітку 1945
- в нападі на Отинійську тюрму 25 листопада 1945.

За зв'язки з українським революційним підпіллям 1946 року радянська влада репресувала весь склад Баб'їнецької сільської ради:
- голову Антоняка Івана Матвійовича
- десятників:
  - Грицканюка Федора Ільковича
  - Яневича Федора Васильовича.
  - Галія Івана Юрійовича
  - Бойчука Миколу Дмитровича з сім'єю
  - Чика Дмитра Михайловича з сім'єю.

Їх, а також Цінявську Анелю, Пасічняк Ганну та Пасічняка Михайла засудили на 15 років сибірської каторги. Звідти з них повернувся лише Іван Галій.
На суді мешканець Баб'янки Гейтота Іван Іванович — агент НКВС від 1940 — свідчив про зв'язки керівництва сільської ради з УПА, за що Служба Безпеки УПА засудила викажчика до страти. Вирок виконав 1949 боївкар на псевдо «Вус».
Згодом радянські каральні органи заарештували наступного голову сільради — Бойчука Федора та його сина Михайла, якому вже в радянській армії присудили 15 років концтаборів за зв'язки з УПА.
Деякі з перерахованих людей, які мали відношення до УПА, працювали на НКВД. Не ми є їхніми суддями, тому не буду висвітлювати їхні імена!

### Радянський період

#### Прихід радянської влади
З приходом у Баб'янку радянської влади 1939 і 1944 заведено нові порядки, посилено натиск па національні традиції, церкву, свідомих громадян, скасовано приватну власність.
Наприкінці 1944 за розпорядженням Отинійського райвиконкому з села Красилівки перевезли у Баб'янку конфісковану хату репресованих господарів і в такий спосіб у селі з'явилася «нова школа».
На початок 1970-х школу перевели до села Струпкова, а хату репресованих перетворили на клуб і бібліотеку.
Під час виборів 1945 секретар Отинійського райкому компартії Біда віз в Отинію бюлетені з Баб'янки після голосування і разом з компанією потрапили під енкаведистський вогонь.
У серпні 1951 року Баб'янка стала радіофікованою.

#### Колективізація
5 грудня 1948 року в Баб'янці організовано примусово колгосп, його назвали іменем Сталіна. На зборах були присутні уповноважені від Отинійського райкому компартії Денисенко, начальник НКВС Демін, та нач. військкомату Вакульчик.
У 1951 баб'їнецький колгосп прилучили до струпківського імені Ватутіна. Внаслідок колгоспного господарювання село позбулося двох млинів, олійниці, реманенту та ін. Ще раніше Баб'їнецьку сільраду прилучили до Струпківської, а 1961 початкову школу — до Струпківської восьмирічки.

#### Сільська монастирська церква
У 1962 радянська влада закрила сільську монастирську церкву, однак ключі від неї залишалися в Івана Гейтоти і люди постійно потайки молилися в церкві, підтримували порядок, домагалися її відкриття. Коломийський міськком КПУ та райвиконком вирішили обманути баб'їнецьких християн і 1983 зажадали, аби Іван Гейтота відімкнув церкву, бо нібито в село дадуть священика і відкриють церкву. Щойно відчинилися церковні двері, як туди увірвалися привезені невідомо звідки варвари, які потрощили церковні ікони, начиння. Після галасу, який зчинився в селі, збіглася громада і вдалося дещо врятувати. Так мешканка Марія Пасічняк (1922 р. н.) зберегла унікальні стародруки, зокрема «Євангеліє» (1633) та «Тривдіон» (1664), видані львівським книгодрукарем Михайлом Сльозкою та ін. книги, кивот, два образи. Активне протистояння громади змусило зловмисників передчасно покинути пограбоване церковне майно. Ключі від церкви віддали голові сільради. А увечері того ж дня зайнялися 3 скирти колгоспної соломи. Протягом тижня працівники коломийського КДБ і МВС нишпорили по селі, перетворивши його у прифронтове. У коломийській камері попереднього ув'язнення відсиділи Федір Гуцуляк, Ганна Цінявська, а 73-річний церковний ключник Іван Гейтота невдовзі після слідства помер. Оскільки винних не вдалося знайти, то покарали ветерана Другої Світової війни, колгоспного сторожа Дмитра Гейтоту. Щоби сплатити за скирти, цей чоловік продав корову, всю живність, позичив грошей і уник радянського криміналу.
21 листопада того ж 1983 згоріла ще одна колгоспна скирта. За це арештували Миколу Гейтоту 1947 р. н. і засудили на 5 років. Після «зізнань» в кагебістській катівні він ще протягом 3 місяців харкав кров'ю у в'язниці, а коли повернувся передчасно старий, то признався, що його катували і він мусив «зізнатися».

#### Період «Перебудови»
З початком періоду «Перебудови» в СРСР мешканці села знову почали писати листи аж до Генерального секретаря ЦК КПРС Михайла Горбачова і домагатися відкриття церкви і 6 травня 1989 в день храмового свята після 27-річної вимушеної перерви знову в церкві святого Юрія Побідоносця відбулося богослужіння.

### Сучасність
Культурно-освітні і побутові об'єкти: сільський клуб та бібліотека.
У с. Баб'янка діють дві церкви (ПЦУ та УГКЦ) та монастир (ПЦУ).
Населення працює па підприємствах Отинії, Коломих та Івано-Франківська або тимчасово не працює (102 жителі), у селі є 115 пенсіонерів.

## Населення
У 1800 в селі проживало 140 українців, з них 52 чоловіки і 88 жінки, стояло 34 хати.
У 19 столітті найбільше населення було у 1857 році — 377 осіб.
У 1892 тут мешкало:
- 301 українець
- З поляки
- 20 євреїв.

Перед Першою світовою війною — 353 особи.
У 1931 — 458 ос. і 92 хати.
Різна кількість і нерівномірність у прирості населення у Баб'янці пов'язана, мабуть, з неврожайними роками, пошестями, міграціями.
Станом на 1997 рік у селі мешкало 518 осіб.

## Етнографія
Типові прізвища:
- Гейтота
- Нагорняк
- Пасічняк
- Федик
- Чик
- Данилюк

Баб'янка відрізняється від навколишніх сіл своєю оригінальною пісенною спадщиною: давні щедрівки («По горі, горі падут снігові» та ін.), гаївки, колискові, жниварські, весільні, коломийки та ін. Багато пісень знають Євдокія Чик 1929 р. н., Параска Сенькович, 1924 р. н., Степан Антоняк 1931 р. н., Юстина Федик 1924 р. н.
На весіллях баб'янецькі дівчата й парубки та бояри добре знають звичаєві співанки, що є характерним для багатьох навколишніх сіл.

## Релігія
У селі проживають православні і греко-католики.
Церква святого Юрія Переможця (1752) ПЦУ — пам'ятка архітектури місцевого значення № 793/1. Храмове свято — святого Юрія Переможця, 6 травня. Престольне свято — Преображення Господнє 19 серпня о. Петро Сурак, о. Іван Токарик. З 2000 р. Настоятель митрофорний протоієрей Іван Мельник. У серпні 2016 р. громада перейшла з-під юрисдикції УАПЦ в УПЦ КП.
Церква Пресвятої Трійці (2004) УГКЦ. Настоятель о. Іван Коваль.
Свято-Михайлівський чоловічий скит ПЦУ. Намісник ієромонах Онуфрій (Петрів).

## Мікротопоніми
Кутки, урочища й вулиці:
- Баб'їнські корчі
- Вище Гуцуляка
- Гора
- Ґольдів лаз
- Ґольдів став
- Долина Гай
- Долини
- Коло черешні
- Коржівка
- Могилки
- Прицаринок
- Толока,
- вулиця Українська
- вулиця Набережна (колись вулиця Цінявських).

## Пам'ятки

### Церква і дзвіниця
Архітектурну вартість має дерев'яна церква святого Юрія Преможця, освячена 6 травня 1752 та дерев'яна дзвіниця від 1761. Колись у дзвіниці висіло 5 давніх голосних дзвонів, чотири з яких у Першу світову війну за наказом коменданта 56-ого піхотного полку Феника зняли і забрали для військових потреб, а один малий дзвін сільський писар Михайло Цінявський та господар Микола Нагорняк сховали. Подібна історія повторилася у Другу світову війну, коли сховали дзвони від німців, а також золоті чаші. Тепер у дзвіниці два дзвони, один з них датований 1685.

### Угорницький монастир
Відомий Угорницький монастир 1752 перенесено до Баб'янки, для чого побудували церкву з монастирем на горбі у буковому лісі на околицях села. Проте ігумен монастиря називався й далі угорницьким, як і монастир називали й далі Угорницьким. Ця будівля була обведена з трьох боків ровом, а з півдня — валом, і таким чином скидалася на справжню фортецю. Існує переказ, що, нібито в давнину місцеві мешканці з монахами оборонили монастир від турків. Ворогів поховали у двох могилах приблизно 300 м від церкви. Про це йшлося в давній співанці-хроніці. Старі люди переповідали, що тих могил було 4: дві великі і дві малі, які згодом єврей, власник тих ґрунтів наказав розкопати.
До 1711 Угорницький монастир був православним і підпорядковувася Скитові Манявському, а від 1711 прилучився до унії і став належати до Чину святого Василія Великого. Місцеве населення називало тих ченців «васильками».
У 1812 в цьому монастирі залишилося лише два монахи: Софроній Опуський і струпківський парох. Тоді ж монастир прилучили до Бучацького монастиря, село також віддали монастиреві. Поодинокі ченці проте перебували ще в ньому на початку 20 століття.

### Цілюще джерело
Гордістю Баб'янки є цілюще монастирське джерело, яке впадає в Ґольдів став.

## Економіка та торгівля
Основним заняттям баб'їнецьких селян було і залишається землеробство.
У другій половині 19 століття найзаможнішими господарями Баб'янки були Федір Гейтота та Дмитро Нагорняк. На початку 20 століття єврей Лейба Ґольд купив у Бучацького монастиря баб'їнецькі монастирські приміщення і створив там свій фільварок. Біля церкви викопав став, у якому розводив рибу, мав млин.
Між мешканцями села і Ґольдом виникали суперечності, особливо, коли він забажав зрубати віковічні дуби на церковному подвір'ї. Баб'їнецькі одчайдухи за це двічі палили його фільварок. Була в селі і єврейська корчма, яку під час Першої світової війни закрили, а по війні власник корчми і крамниці Шайя Ейзнер спробував знову відновити шинок у селі, але з ініціативи сільського писаря Михайла Цінявського, який не пив і не курив, та при підтримці жіноцтва Тлумацький повітовий уряд заборонив євреєві продавати алкогольні напої.
Окрім Ґольда, у селі була кооперативна крамниця в хаті Федора Бойчука, а родина Марковських мала також млин.

## Освіта і культура
Школа у Баб'янці згадується ще 1819, у 1832 згадується парохіальна школа, у 1914, 1925 тут діяла однокласна школа. Довгорічним настоятелем церкви був о. Григорій Недільський (1890-ті — 1925), у 1920-ті тут служив о. Андрій Поповський.
Свого Народного дому і читальні село не мало, у 1920-40-ві вся культурно-просвітницька робота зосереджувалася спочатку в хаті Петра Федика, а згодом — у Василя Бойчука. Головою осередку «Просвіти» був Іван Любенчук, а за ним — Василь Бойчук. При «Просвіті» існували хор, аматорський гурток, а також доросло — молодіжна «Просвіта». Вони брали участь у культурно-просвітницьких заходах Струпкова та Отинії. Михайло Цінявський та Іван Грицканюк записалися на музичні курси в Отинії, де викладав професор Магдій зі Станіслава. По закінченні курсу хлопці записалися па курс українознавства, що діяв при отинійській читальні «Просвіти».
На початку 1942 у Отинії створили духовий оркестр, у складі якого грали й Михайло та Іван Цінявські, Іван Грицканюк та Михайло Жибак з Баб'янки.

## Відомі люди
Визначні вихідці з села:
- Гейтота Богдан — начальник Коломийської РЕМ
- Марковський Іван — начальник боротьби з організованою злочинністю міського відділу МВС м. Чернівців
- Марковський Павло — редактор газети «Поклик» (місто Івано-Франківськ)
- Федик Іван — полковник, кандидат технічних наук
- Федик Ярослав — полковник
- Нагорняк Іван — директор Струпківської школи
- Возняк Ольга — самодіяльна поетка.